# Nasonovia aquilegiae
Nasonovia aquilegiae är en insektsart som först beskrevs av Essig 1917.  Nasonovia aquilegiae ingår i släktet Nasonovia och familjen långrörsbladlöss. Inga underarter finns listade i Catalogue of Life.